# 未完成レゾナンス
「未完成レゾナンス」（みかんせいレゾナンス）は、2022年12月9日にVirgin Musicから配信された、meiyoのメジャー6作目の楽曲。

## 背景
前作『ねぇよな』以来約3か月ぶりのリリースとなった。
ZONe ENERGYとアーティストとのコラボレーション企画「IMMERSIVE SONG PROJECT」の第4弾アーティストにmeiyoが起用され、本楽曲が制作された。

## ミュージックビデオ
2022年12月2日にYouTubeにてディザー映像が公開され、12月9日にプレミア公開された。ローカルカンピオーネ、中野亜紀、えりなっちの3組とmeiyo本人が出演している。

## 収録内容
| #         | タイトル             | 作詞      | 作曲      | 編曲              | 時間 |
| --------- | -------------------- | --------- | --------- | ----------------- | ---- |
| 1.        | 「未完成レゾナンス」 | meiyo     | meiyo     | meiyo、小名川高弘 | 2:55 |
| 合計時間: | 合計時間:            | 合計時間: | 合計時間: | 合計時間:         | 2:55 |